# Toussidé
Toussidé (fr. Pic de Toussidé, arab. Ra’s Tūsīdī) – stratowulkan w północno-zachodnim Czadzie, w masywie Tibesti. Ma wysokość 3315 m n.p.m., a jego minimalna deniwelacja względna jest równa 1722 metrom.

## Charakterystyka
Masyw Toussidé ma powierzchnię 6000 km². Jego podłoże zbudowane jest głównie z łupków prekambryjskich na wschodzie i piaskowców paleozoicznych na zachodzie. Powierzchnia pokryta jest przez ignimbryt z okresu plejstocenu. Na szczycie wulkanu znajduje się wiele fumaroli. Najprawdopodobniej niedawno zastygłe trachitowe i trachyandezytowe strumienie lawy zajmują w przybliżeniu powierzchnię 200 km² i sięgają nawet 25 km na zachód od szczytu. Największa kaldera, Trou au Natron ma 1000 metrów głębokości i 8000 metrów szerokości. Mniejsze wulkany Ehi Timi i Ehi Sosso oraz krater Doon Kidimi o szerokości 1,5 km znajdują się we wschodniej części masywu Toussidé.
W pobliżu wulkanu znajdują się źródła termalne oraz formacje solne. Dno kaldery pokryte jest grubą warstwą soli natronowej.

## Historia
W holocenie prawdopodobnie nie występowały erupcje tego wulkanu. Ostatnia, większa erupcja mogła nastąpić 10 000 lat temu. Tysiące lat temu kalderę Trou au Natron wypełniało głębokie jezioro. Z czasem jezioro wyparowało, pozostawiając jasny osad.
Po raz pierwszy masyw Tibesti wraz ze szczytem Toussidé zbadał w 1869 r. niemiecki podróżnik i badacz Gustav Nachtigal.